# Армавірський тролейбус
Армавірський тролейбус — тролейбусна система в місті Армавір Краснодарського краю.

## Історія
Тролейбусний рух в місті Армавір відкритий 16 червня 1973 року.
До 2007, 2010—2019 років тролейбусну систему обслуговувало МП м. Армавіра «Тролейбусне управління», у 
2007—2010 роках — ТОВ «Армавірпасажиртранс».
Останнім часом Армавірське тролейбусне господарство занепадає та балансує на межі закриття вже не перший рік. 29 серпня 2019 року господарство МП «Тролейбусне управління» було передано в оренду ТОВ «Армавіравто». Керівником управління був Фролов Геннадій Васильович.
16 червня 2023	року Армавірській тролейбусній системі виповнилося 50 років. З нагоди ювілею на тролейбус Тролза-5275.03 «Оптіма» (№ 128) було нанесено ювілейне обклеювання «50 років тролейбусу Армавіра» (оформлення підготовлено редколегією сайту «Громадський транспорт Кубані та Адигеї»).
У грудні 2024 року тролейбусне депо разом з будівлями та з усім супутнім майном, включаючи 21 тролейбус, контактною мережею всередині депо та на вулицях міста, протяжністю близько 27 км, двома автомобілями ЗіЛ, підстанціями та багатьом іншим було виставлено на продаж в порталі «Авіто» загальною сумою 70 022 596 ₽, згодом майно було знецінено до 58 352 163 рублів.

## Маршрути
| Тролейбусні маршрути в місті Армавір | Тролейбусні маршрути в місті Армавір                  | Тролейбусні маршрути в місті Армавір | Тролейбусні маршрути в місті Армавір | Тролейбусні маршрути в місті Армавір | Тролейбусні маршрути в місті Армавір |
| №                                    | Маршрут                                               | Траса руху | Дата відкриття                       | Дата закриття                        | Примітки |
| ------------------------------------ | ----------------------------------------------------- | --- | ------------------------------------ | ------------------------------------ | --- |
| 1                                    | Вокзал Армавір I — М'ясокомбінат                      | Вулиця Карла Маркса — вул. Рози Люксембург — вул. Єфремова — вул. Тургенєва — вул. Урицького — вул. Луначарського — вул. Лавриненко | 16.06.1973                           | 01.01.2022                           | |
| 2                                    | Вокзал Армавір I — Вокзал Армавір II                  | Кільце (вул. Свердлова — вул. Миру — вул. Карла Маркса) — вул. Рози Люксембург — вул. Єфремова — вул. Енгельса — вул. Шаумяна — вул. Шмідта — вул. Радянської Армії | 1974                                 | 1976                                 | |
| 2                                    | Вокзал Армавір I — Вулиця Азовська                    | Кільце (вул. Свердлова — вул. Миру — вул. Карла Маркса) — вул. Рози Люксембург — вул. Єфремова — вул. Енгельса — вул. Шаумяна — вул. Шмідта — вул. Радянської Армії — вул. Новоросійська — кільце (вул. Чорноморська — вул. Маркова — вул. Азовська) | 29.05.1976                           | 10.06.2017                           | 2017 року об'єднаний з маршрутом № 7 під № 27 |
| 3                                    | Вулиця Азовська — М'ясокомбінат                       | вул. Азовська — вул. Новоросійська — вул. Радянської Армії — вул. Шмідта — вул. Шаумяна — вул. Енгельса — вул. Єфремова — вул. Тургенєва — вул. Урицького — вул. Луначарського — вул. Лавриненко | 20.05.1975                           |                                      | З 01.01.2022 року змінена траса маршруту у напрямку вулиці Азовської через сквер Пушкіна та вулицю Кірова |
| 4                                    | Вокзал Армавір I — М'ясокомбінат                      | вул. Карла Маркса — вул. Рози Люксембург — вул. Урицького — вул. Луначарського — вул. Лавриненко | 01.12.1989                           |                                      | З 2011 року рух по маршруту здійснюється нерегулярно (в основному, у вигляді паркових рейсів колишніх маршрутів № 2 та № 7) |
| 5                                    | Вокзал Армавір I — Вокзал Армавір II                  | вул. Карла Маркса — вул. Рози Люксембург — вул. Єфремова — вул. Енгельса — вул. Шаумяна — вул. Шмідта — вул. Радянської Армії |                                      | 19.08.2002                           | Закритий через дублювання автобусом № 2 |
| 6                                    | Вулиця Азовська — Сквер Пушкіна                       | вул. Азовська — вул. Новоросійська — вул. Радянської Армії — вул. Шмідта — вул. Шаумяна — вул. Енгельса — вул. Єфремова — вул. Тургенєва — вул. Кірова |                                      | 21.09.2011                           | Тимчасовий маршрут |
| 7                                    | Взуттєва фабрика — Вулиця Азовська                    | вул. Рози Люксембург — вул. Єфремова — вул. Енгельса — вул. Шаумяна — вул. Шмідта — вул. Радянської Армії — вул. Новоросійська — вул. Чорноморська — вул. Маркова | 12.12.2005                           | 10.06.2017                           | 2017 року об'єднаний з маршрутом № 2 під № 27 |
| 7А                                   | Взуттєва фабрика — Вулиця Азовська                    | Кільце (вул. Карла Маркса — вул. Рози Люксембург — вул. Урицького — вул. Рози Люксембург — вул. Єфремова — вул. Рози Люксембург — вул. Свердлова) — вул. Миру — вул. Кірова — вул. Тургенєва — вул. Єфремова — вул. Енгельса — вул. Шаумяна — вул. Шмідта — вул. Радянської Армії — вул. Новоросійська — кільце (вул. Чорноморська — вул. Маркова — вул. Азовська) | 2011                                 | 2011                                 | Тимчасовий маршрут, відкритий на період ремонту шляхопроводу по вул. Єфремова. Через наявність на трасі ділянки без контактної мережі обслуговувався автобусами. Закритий після закінчення ремонтних робіт                                                                                      |
| 27                                   | Вокзал Армавір I — Взуттєва фабрика — Вулиця Азовська | Кільце (вул. Свердлова — вул. Миру — вул. Карла Маркса — вул. Рози Люксембург — вул. Урицького — вул. Рози Люксембург) — вул. Єфремова — вул. Енгельса — вул. Шаумяна — вул. Шмідта— вул. Радянської Армії — вул. Новоросійська — кільце (вул. Чорноморська — вул. Маркова — вул. Азовська)                                                                        | 10.06.2017                           |                                      | 2017 року об'єднаний з маршрутом № 7 під № 27. 25 жовтня 2023 року було закінчено ремонт східної естакади Єфремівського шляхопроводу. Рух тролейбусів маршруту № 27 здійснюється за колишньою схемою: у північному напрямку — за східною естакадою, у південному напрямку — західною естакадою. |

## Вартість проїзду
З 1 січня 2016 року змінено порядок надання пільг на проїзд в громадському транспорті Краснодарського краю. Соціальні місячні квитки скасовані, замість них введені спеціальні талони, що дають можливість проїзду за пільговими розцінками (50 % від повної вартості квитка, не більше 40 поїздок на місяць) в міському транспорті. Нові проїзні документи видаються лише особам, які відповідають певним вимогам (приналежність до однієї з пільгових категорій, відсутність роботи, середньомісячний дохід нижче прожиткового мінімуму).
З 15 червня 2017 року збільшена вартість проїзду в громадському транспорті Армавіра. Вартість однієї поїздки в тролейбусах становить 20 рублів. Крім одноразових квитків в Армавірі є можливість придбати місячні квитки для оплати проїзду в тролейбусах. Вартість квитка — 900 рублів. Для школярів та студентів існують спеціальні проїзні вартістю 375 рублів. Аналогічні абонементи для пільгових категорій громадян коштують 340 рублів (тролейбус) та 450 рублів (тролейбус+автобус).
1 січня 2024 року вартість проїзду в тролейбусах Армавіру збільшено з 26 до 28 рублів. Підвищення тарифу було аргументовано зростанням витрат на організацію перевезень, вартості електроенергії, запасних частин, витратних матеріалів на ремонт та утримання рухомого складу.
28 травня 2024 року	збільшена вартість пільгових проїзних квитків на території Краснодарського краю. Вартість місячного квитка для проїзду у тролейбусах коштує 490 рублів, абонемент на два види транспорту подорожчав до 620 рублів. Аналогічні розцінки також є дійсними для продовження терміну дії пільгових транспортних карток на 1 місяць.
1 листопада 2024 року вартість однієї поїздки у тролейбусі складає 35 рублів. Проїзний квиток на місяць коштує 2100 рублів, пільговий квиток для школярів та студентів — 875 рублів.

## Рухомий склад
Підприємство розташоване за адресою: 352903, Краснодарський край, м. Армавір, вул. Лавриненко, 3.
| Статистика рухомого складу станом лютий 2019 року | Статистика рухомого складу станом лютий 2019 року | Статистика рухомого складу станом лютий 2019 року |
| Модель                                            | Кількість                                         | Бортові номери                                    |
| ------------------------------------------------- | ------------------------------------------------- | ------------------------------------------------- |
| ЗіУ-682                                           | 25                                                | 62, 65, 71, 90, 91, 93—97, 112—127                |
| БТЗ-52761Р                                        | 2                                                 | 100, 101                                          |
| БТЗ-5276-01                                       | 1                                                 | 98                                                |
| Тролза-5275.03 «Оптіма»                           | 1                                                 | 128                                               |
| ВМЗ-5298.00 (ВМЗ-375)                             | 1                                                 | 99                                                |
| МТрЗ-6223-0000010                                 | 1                                                 | 090                                               |
| КТГ-1                                             | 1                                                 | ГР-1                                              |